# Alte Pfarrkirche Hötting

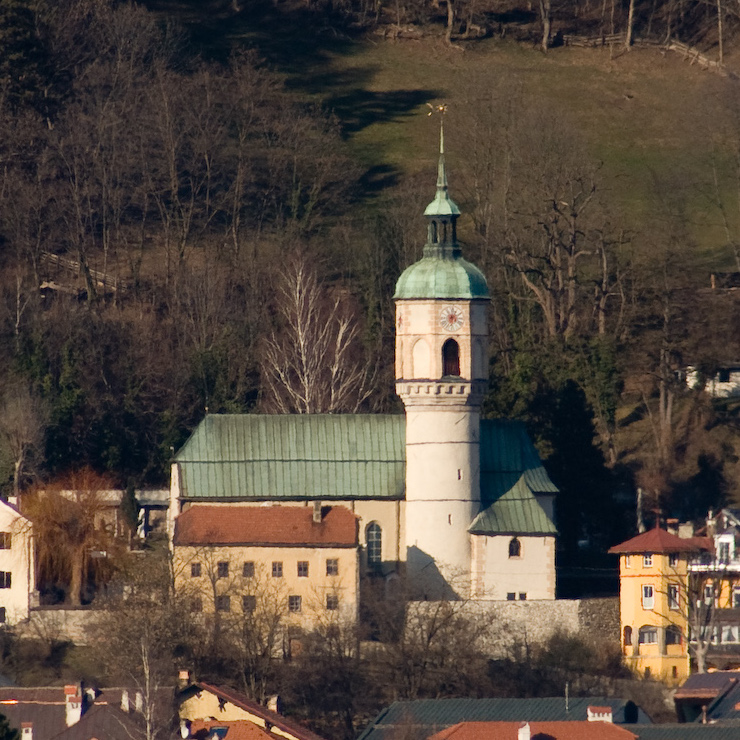
Die alte Höttinger Kirche von Süden

Die alte Pfarrkirche Hötting ist die ehemalige katholische Pfarrkirche des Dorfes und heutigen Innsbrucker Stadtteils Hötting. Der ins Frühmittelalter zurückgehende Bau stammt in der heutigen Form aus dem 15. Jahrhundert. Die Kirche ist den hll. Ingenuin und Albuin geweiht und steht unter Denkmalschutz.

## Geschichte
In Ablassbriefen von 1286 und 1293 wurde, möglicherweise anlässlich eines Um- oder Neubaus, erstmals eine den hll. Ingenuin und Albuin geweihte Kirche erwähnt. Zwei Vorgängerbauten konnten archäologisch nachgewiesen werden. Der erste Bau ist nicht erhalten, er kann aber über Gräber, die vom romanischen Neubau gestört wurden, erschlossen werden, von denen eines mittels der C14-Methode auf den Zeitraum 690 bis 870 datiert wurde. Vom zweiten Bau mit unbekanntem Grundriss ist ein 8,55 m langer Abschnitt der Südmauer des Schiffs mit dem Ansatz je einer nach Norden und Süden abgehenden Mauer am Ostende erhalten. Diese Kirche stammt vermutlich aus dem 10. Jahrhundert.
Vermutlich im späten 12. Jahrhundert kam es zu einem Neubau, der gegenüber dem Vorgänger nach Osten versetzt wurde. Vor 1326 erhielt die Kirche das Begräbnisrecht. Im 15. Jahrhundert wurde die Kirche komplett erneuert. Es wurde ein gotischer Chor angebaut, der zusammen mit dem Hochaltar zu Ehren der hl. Dreifaltigkeit 1438 von Bischof Georg von Brixen geweiht wurde. 1491 wurde das Langhaus im gotischen Stil neu gebaut. Aus dieser Zeit stammt auch der Turm, der 1641 nach einem Brand erneuert wurde. In der neuen Kirche durfte jeden Sonntag die heilige Messe gefeiert werden, die Betreuung erfolgte aber weiterhin durch das Stift Wilten.
In den Jahren 1750 bis 1752 wurde die Kirche barockisiert und um ein Joch (rund 6 m) nach Westen verlängert. Das Langhaus erhielt eine abgehängte Tonne mit Stichkappen und die Wände und das Gewölbe wurden von Johann Michael Strickner mit Fresken und Dekorationsmalerei geschmückt.
1853 wurde Hötting zur selbstständigen Pfarre erhoben, die dem Stift Wilten inkorporiert war. Gegen Ende des 19. Jahrhunderts wurde die Kirche aufgrund des Bevölkerungswachstums zu klein, weshalb von 1909 bis 1911 die neue Pfarrkirche ein Stück unterhalb errichtet wurde. Die alte Kirche wurde profaniert, das Inventar zum Großteil verkauft. Ein nicht verwirklichter Plan zur Nachnutzung sah vor, die Kirche in ein Waisenhaus umzubauen. Der Chor der Kirche wäre dabei zur Anstaltskapelle geworden, der Turm zum Aussichtsturm. Das Gebäude wurde stattdessen als Lager genutzt und verfiel allmählich. Auf Initiative des Vereins für Heimatpflege und Denkmalschutz Hötting wurde die Kirche von 1947 bis 1958 aufwändig restauriert und 1951 neu geweiht. 1996 wurde sie umfassend renoviert.

## Architektur

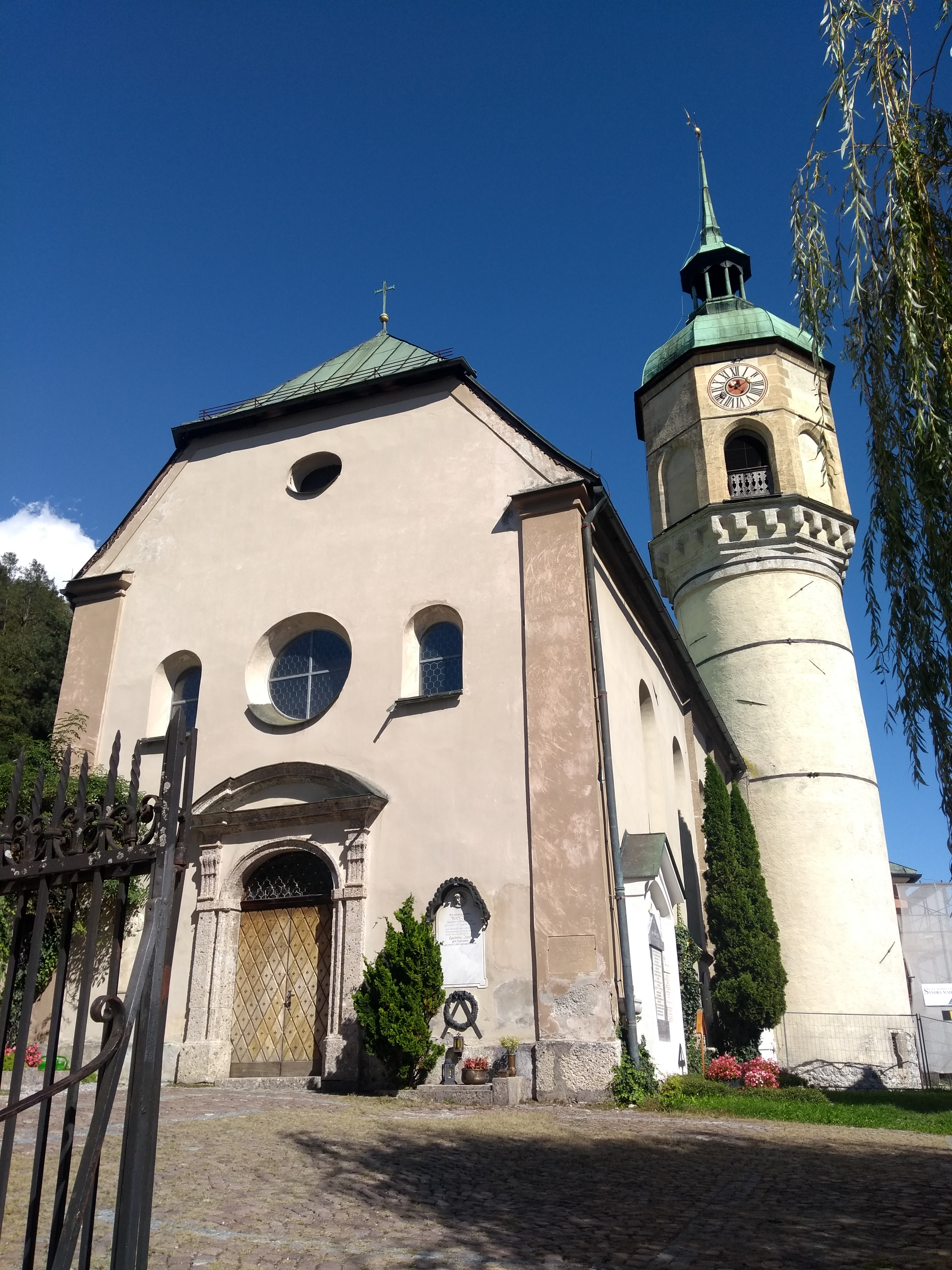
Westfassade

Der spätgotische einschiffige Bau besteht aus einem vierachsigen Langhaus und einem dreiseitig schließenden Chor im Osten. Die Fassaden sind sparsam gegliedert. Die westliche Eingangsfassade weist Eckpilaster mit schlichten Kapitellen und das Hauptportal in Nagelfluh auf. An der Südseite vor dem östlichsten Langhausjoch befindet sich ein weiteres kleines, spätgotisches Portal. Dem südlichen Übergang vom Langhaus zum Chor ist der markante Rundturm mit achteckigem Glockengeschoß vorgesetzt,
der von einer Welschen Haube mit Laterne abgeschlossen wird. An der Südseite des Chors ist die zweigeschoßige Sakristei angebaut.
Im Inneren ist der Saalbau mit einer Flachtonne mit Stichkappen überwölbt und mit Pilastern mit Kompositkapitellen gegliedert. Der dreiseitig schließende Chor mit gotischem Schirmgewölbe ist um eine Stufe erhöht. Die Orgelempore im Westen hat eine ausschwingende und mit Stuckkartuschen besetzte Brüstung.

## Ausstattung

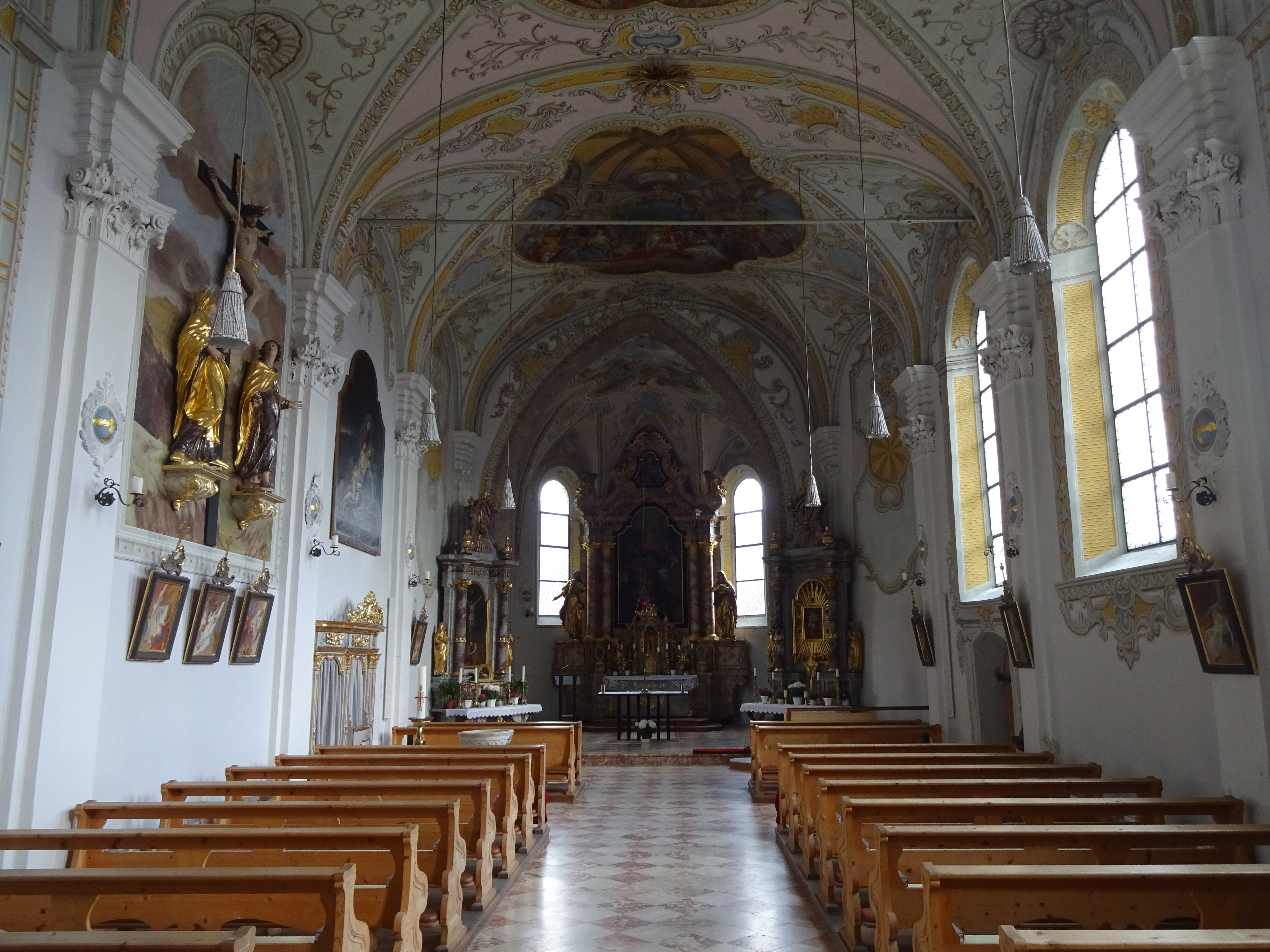
Innenansicht, Blick zum Chor

Der Hochaltar wurde 1996 vom Höttinger Tischler Luis Heis originalgetreu nach dem Vorbild des barocken Hochaltars gebaut und mit dem ursprünglichen Altarbild von Johann Michael Strickner versehen. Dieses zeigt die auf Wolken sitzende Madonna mit Kind, vor der die beiden Kirchenpatrone Ingenuin und Albuin als Fürbitter knien, umgeben von Engeln. Volksaltar und Ambo wurden 1996 von Jörg Streli entworfen. Die barocken Seitenaltäre mit der Darstellung der Kreuzigung (links) und dem Gnadenbild Mariahilf (rechts) wurden 1992 angekauft.
Das Taufbecken aus dem Jahr 1584 im Renaissancestil ist ein Marmorbecken mit einfachen Verzierungen auf einem roten Marmorstumpf.
Die Deckenfresken sowie die Stuck imitierende und illusionistisch-dekorative Malerei an Wänden und Gewölbe schuf Johann Michael Strickner 1752. Das Deckenfresko im Chor stellt die Apotheose Mariens dar. Die Fresken im Langhaus zeigen Szenen aus dem Leben der Kirchenpatrone Ingenuin und Albuin: Das erste Fresko zeigt die Unterwerfung Ingenuins unter Papst Gregor den Großen und die Verdammung seines papstfeindlichen Schreibens. Im mittleren Fresko überträgt Albuin die Reliquien seiner Vorgänger vom alten Bischofssitz Säben nach Brixen. Das Fresko über der Orgelempore stellt die Erlösung der Verstorbenen durch das Messopfer dar. Die Fresken und das Hochaltarbild zeigen in Kolorit und Komposition den Einfluss Paul Trogers.
Die Orgel wurde 1997 von Orgelbauer Christian Erler gebaut.

## Friedhof

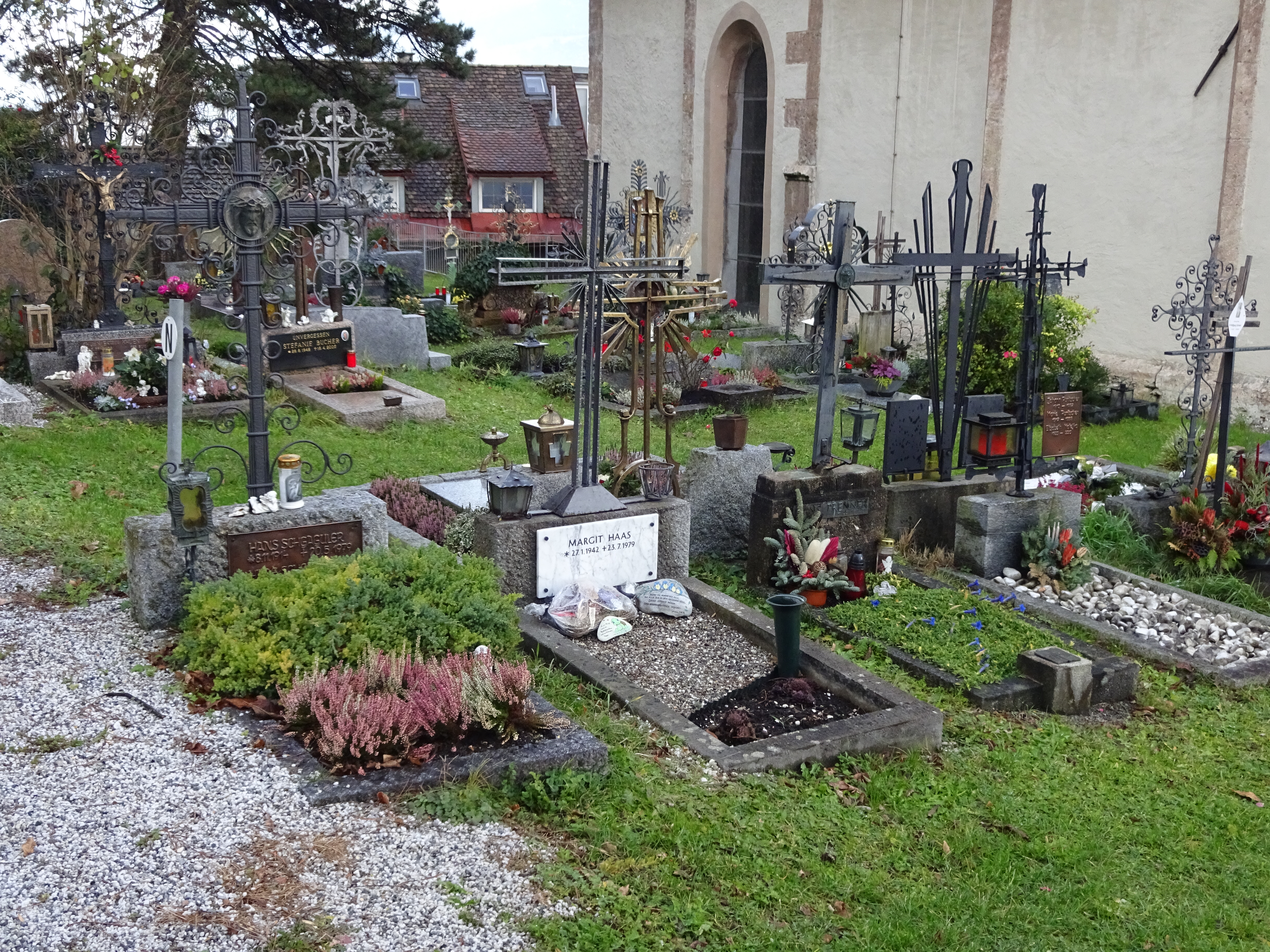
Friedhof

Der nördlich, oberhalb der Kirche gelegene Friedhof ist von einer Mauer umgeben. Er wurde urkundlich 1326 im Zusammenhang mit einer Neuweihe erstmals genannt und 1591, 1641 und 1751 erweitert. Nach Errichtung des neuen Friedhofs bei der neuen Pfarrkirche wurde er mit der Profanierung der Kirche aufgelassen, die ihn umgebenden Arkaden wurden entfernt. Seit 1967 finden auf dem Friedhof wieder Bestattungen statt.
An der Südwand der Kirche befinden sich einige historische Gräber, darunter das von Franz Xaver Renn 1814 geschaffene Grabmal der Familie de Lama sowie eine Gedenktafel für die hier beigesetzte Elisabeth Biener († 1661), die Frau des Kanzlers Wilhelm Biener.